# Yund de Homs
El Yund de Homs, también conocido como Legión de Emesa, fue una de las cuatro regiones militares en que se dividía la provincia califal del Levante. Tenía la capital en Homs, ciudad que le daba nombre. Sus principales centros urbanos eran Lataquia, Tadmur, Jabala, Cafarda, Salamíe, Tarso, Banias y la fortaleza de Jauabi.
El califa ortodoxo Omar dividió el Levante en cuatro regiones militares después de la conquista musulmana en el VII, de las cuales la de Homs era la septentrional. Tras la implantación del Califato omeya, el califa Muauiya I separó los territorios septentrionales del Yund de Homs para formar una nueva región militar: el Yund de Qinnasrin. El límite meridional del Yund de Homs se hallaba inmediatamente al sur de Qara, mientras el septentrional estaba pasado el pueblo de al-Karashiya. En la zona oriental de la región se encontraban las ciudades de Tadmur y Cariatein.